# Ichneumon orthacanthos
Ichneumon orthacanthos là một loài tò vò trong họ Ichneumonidae.